# Brent Spiner
Brent Jay Spiner (nascut el 2 de febrer de 1949) és un actor estatunidenc conegut sobretot pel seu paper com a l’androide Data a la sèrie de televisió Star Trek: La nova generació (1987-1994), les quatre pel·lícules derivades (1994 - 2002), i Star Trek: Picard (2020 - 2023). El 1997, va guanyar el Premi Saturn al millor actor secundari per la seva interpretació de Data a Star Trek: First Contact, i va ser nominat a la mateixa categoria per interpretar el Dr. Brackish Okun a Independence Day, un paper que va reprendre a Independence Day: Resurgence. Spiner també ha gaudit d'una carrera al teatre i com a músic. També és conegut per posar la veu al Joker a la sèrie animada Young Justice (2011 - 2022).

## Primers anys de vida
Brent Jay Spiner va néixer el 2 de febrer de 1949 a Houston, Texas, de pares jueus Sylvia (de soltera Schwartz) i Jack Spiner, propietaris d'una botiga de mobles. Quan Spiner tenia deu mesos, Jack Spiner va morir d'insuficiència renal als 29 anys. Posteriorment, va ser adoptat pel segon marit de la seva mare, Sol Mintz, el cognom del qual va utilitzar entre 1955 i 1975.
Spiner va estudiar a la Bellaire High School a Bellaire (Texas). Va participar activament a l'equip de discurs de Bellaire, guanyant el campionat nacional en interpretació dramàtica. Va assistir a la Universitat de Houston, on va actuar al teatre local. El 1968, va treballar com a intèrpret a Six Flags AstroWorld, primer com a pistoler, després al programa de medicina del Dr. Featherflowers amb el seu amic Trey Wilson, amb qui alternava com a Dr. Featherflowers. Spiner també va interpretar el paper a l'especial de televisió de 1968 The Pied Piper of Astroworld.

## Carrera

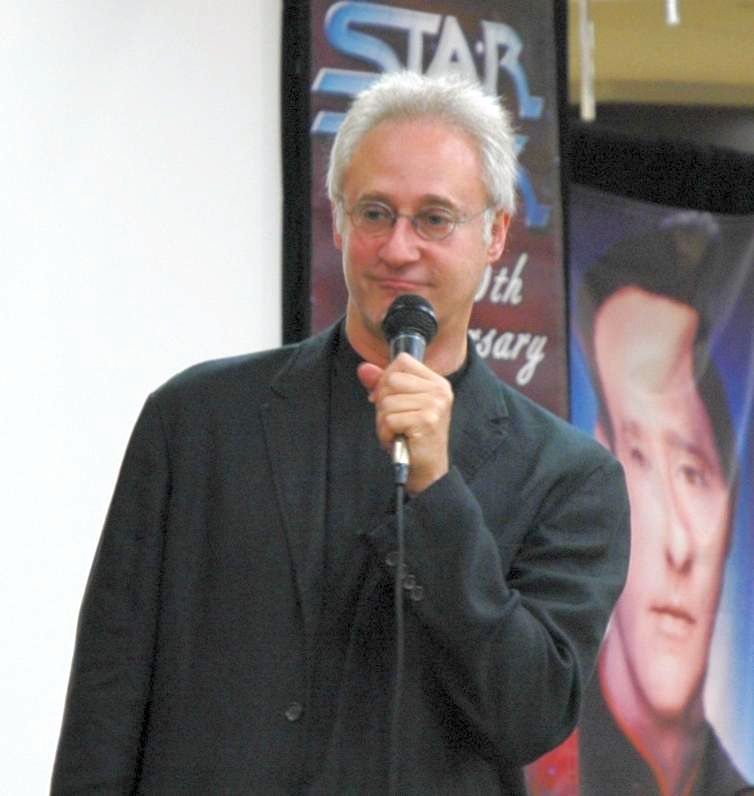
Spiner el 2005

### Primers treballs
Spiner es va traslladar a la ciutat de Nova York a principis dels anys setanta, on es va convertir en actor de teatre, actuant en diverses obres de teatre de Broadway i off-Broadway, incloent-hi The Three Musketeers i Sunday in the Park with George de Stephen Sondheim. Com a Brent Mintz, va aparèixer com a impostor en un episodi de 1972 de To Tell the Truth. Va tenir un breu paper sense parlar a la pel·lícula Records, acreditat com a Fan in Lobby, amb una Polaroid. També se'l pot veure com un passatger del tren ple d'inadaptats on el personatge d'Allen està atrapat en una de les pel·lícules dins de la pel·lícula.
Spiner va aparèixer com a tècnic de mitjans a "The Advocates", un episodi de la segona temporada de la sèrie de cable Showtime The Paper Chase. El 1984, es va traslladar a Los Angeles, on va aparèixer en diversos pilots i pel·lícules de televisió. Va interpretar un personatge recurrent a Night Court, Bob Wheeler, patriarca d'una família rural. El 1986, va interpretar una ànima condemnada a "Dead Run", un episodi del revival de la sèrie La Dimensió Desconeguda de Rod Serling a la CBS. Va fer dues aparicions a la tercera temporada (1986) de la comèdia de situació Mama's Family, com dos personatges diferents. El seu primer i únic paper protagonista al cinema va ser a Rent Control (1984). A l'episodi de Cheers "Never Love a Goalie, Part II", va interpretar el sospitós d'assassinat absolt Bill Grand. També va aparèixer a l'episodi de Tales from the Darkside "A Case of the Stubborns" com a predicador, i va interpretar Jim Stevens a la pel·lícula de televisió Manhunt for Claude Dallas.
Spiner va ser estrella convidada a Friends com a James Campbell, un home que entrevista Rachel Green per a Gucci.

### Star Trek
El 1987, Spiner va ser escollit com a oficial androide de la Flota Estel·lar Tinent Comandant Data a Star Trek: La nova generació, que va abastar set temporades i quatre llargmetratges. Va aparèixer com a Data en tots els 178 episodis de la sèrie excepte un, i va repetir el seu paper a les pel·lícules derivades Star Trek: Generations (1994), Star Trek: First Contact (1996), Star Trek: Insurrection (1998) i Star Trek: Nemesis (2002). Tot i que es va anunciar com la darrera pel·lícula de Trek per al repartiment de TNG, el final ambigu de Star Trek: Nemesis suggeria una possible via per al retorn de Data. Tanmateix, Spiner sentia que era massa gran per continuar interpretant el paper, ja que Data no envelleix. Consultat el 3 de setembre de 2018.</ref> També va interpretar a Lore, el germà androide malvat de Data, en diversos episodis de La nova generació; i a B-4, un altre germà androide amb una ment menys desenvolupada, a Star Trek: Nemesis (2002).
El 2004, Spiner va tornar a Star Trek com a Dr. Arik Soong, un avantpassat del creador de Data, el Dr. Noonien Soong, a qui també va interpretar en un arc argumental de tres episodis de Star Trek: Enterprise: "Borderland", "Cold Station 12" i "The Augments".
Spiner també va gravar diàlegs com a Data que es van sentir a l'episodi final de Star Trek: Enterprise, "These Are the Voyages...", que es va emetre el 2005.
Divuit anys després de la seva última aparició com a Data, va repetir el paper a la sèrie Star Trek del 2020 Star Trek: Picard així com la del Dr. Altan Inigo Soong, fill del creador de Data. Spiner va dir que no té intenció de tornar a interpretar Data, tot i que podria estar obert a interpretar Altan Soong. A la segona temporada, interpreta un altre dels avantpassats de Noonien Soong, el Dr. Adam Soong. A la tercera temporada de Picard, va interpretar simultàniament Noonien Soong, B4, Lore i una versió de Data que estava dissenyada per sentir emocions i utilitzar contraccions verbals de manera natural, cosa que el Data original no podia fer.
A més de les sèries i les pel·lícules, Spiner va posar veu al seu personatge en diversos videojocs de Star Trek, incloent-hi Star Trek: Generations, Star Trek: The Next Generation – A Final Unity, Star Trek: Hidden Evil, Star Trek: Away Team, i Star Trek: Bridge Commander.

### Música i escenari
El 1991, Spiner va gravar un àlbum d'estàndards pop dels anys 40, Ol' Yellow Eyes Is Back, el títol del qual era un joc de paraules amb les lents de contacte grogues que Spiner portava com a Data, i el títol d'un disc de Frank Sinatra, Ol' Blue Eyes Is Back. El 1997, va tornar a Broadway com a John Adams a la reposició del musical 1776 per la Roundabout Theater Company, la producció del qual va ser nominada a un Premi Tony. Es va publicar una gravació del repartiment.

### Després deStar Trek
Spiner ha aparegut en moltes sèries de televisió, incloent-hi Deadly Games, The Blacklist, Dream On, Gargoyles, Law & Order: Criminal Intent, Mad About You i The Outer Limits. A les sèries The Big Bang Theory i Joey, va aparèixer com a ell mateix. Ha actuat a les pel·lícules L'aviador; Dude, Where's My Car?; En dic Sam; Independence Day; Independence Day: Resurgence; The Master of Disguise; Out to Sea; Phenomenon; The Ponder Heart; i South Park: Bigger, Longer and Uncut. Les seves aparicions en pel·lícules i televisió durant aquest període inclouen el musical del 2000 Geppetto i el paper del mànager i confident de Dorothy Dandridge, Earl Mills, a la producció de HBO Introducing Dorothy Dandridge.
El 2005, Spiner va aparèixer en una sèrie de televisió de ciència-ficció de curta durada Threshold, que va ser cancel·lada el novembre d'aquell any després de 13 episodis. El 2006, va aparèixer en un llargmetratge de comèdia, Material Girls, amb Hilary i Haylie Duff.
A l'episodi de Frasier "Lilith Needs a Favor", Spiner va fer dos breus cameos com a passatger d'avió amb l'exdona de Frasier Crane, Lilith Sternin.
El març de 2008, Spiner va actuar al costat de Maude Maggart en un programa de ràdio/musical, Dreamland, que es va publicar com a àlbum en CD.
El 2008, Spiner va interpretar el Dr. Strom a la pel·lícula de paròdia Superhero Movie. El febrer de 2009, va interpretar William Quint a "The Juror #6 Job", un episodi de la sèrie dramàtica Leverage dirigida pel seu company de repartiment a Next Generation Jonathan Frakes. Aquell mateix any, es va posar la veu a l'episodi de Family Guy "Not All Dogs Go to Heaven".
El 13 de gener de 2010, Spiner i el seu company actor de Star Trek: La nova generació LeVar Burton van aparèixer a la cobertura de TWiT.tv del Consumer Electronics Show..
L'abril de 2011, Spiner va començar a protagonitzar "Fresh Hell", una sèrie web de còmics en què interpreta una versió de si mateix, intentant refer la seva carrera després d'haver perdut protagonisme.
Spiner va aparèixer com el Dr. Kern a l'episodi del 12 de setembre de 2011 del programa del canal Syfy Alphas titulat "Blind Spot". A l'octubre de 2011, va aparèixer com ell mateix a l'episodi "The Russian Rocket Reaction" de The Big Bang Theory. L'endemà de la seva aparició com a convidat, es va anunciar que Spiner seria l'estrella convidada a l'episodi "Revelation" de Young Justice, posant la veu al Joker.
El març de 2024, Spiner va repetir el seu paper de l'eternament oprimit Bob Wheeler, a l'onzè episodi de la segona temporada de Night Court.

## Llibre
A l'octubre de 2021, Spiner va publicar Fan Fiction: A Mem-Noir: Inspired by True Events, una barreja de memòries (que tenen lloc durant el rodatge de la quarta temporada de Star Trek: La nova generació) i una història detectivesca fictícia noir sobre Spiner tractant amb un fan boig i assassí que afirma ser la fictícia Lal, la filla androide de Data a l'episodi de la tercera temporada de TNG "Descendència". La versió d'audiollibre, narrada principalment per Spiner, incloïa cameos vocals dels coprotagonistes de Spiner a TNG, Patrick Stewart, Jonathan Frakes, Michael Dorn, LeVar Burton, Marina Sirtis i Gates McFadden.

## Filmografia

### Cinema
| Any  | Títol                                     | Peper                  | Notes                                          |
| ---- | ----------------------------------------- | ---------------------- | ---------------------------------------------- |
| 1970 | My Sweet Charlie                          | Local                  | No acreditat                                   |
| 1980 | Records                                   | Fan in lobby           |                                                |
| 1981 | Rent Control                              | Leonard Junger         |                                                |
| 1982 | Ladies and Gentlemen, The Fabulous Stains | Cap de Corinne Burns   | No acreditat                                   |
| 1982 | Grease 2                                  | Student                | No acreditat                                   |
| 1985 | Crime of Innocence                        | Hinnerman              |                                                |
| 1986 | Sunday in the Park with George            | Franz/Dennis           |                                                |
| 1986 | Sylvan in Paradise                        | Clinton C. Waddle      |                                                |
| 1986 | Manhunt for Claude Dallas                 | Jim Stevens            |                                                |
| 1987 | Family Sins                               | Ken McMahon            |                                                |
| 1989 | Miss Firecracker                          | Preacher Mann          |                                                |
| 1994 | Corina, Corina                            | Brent Witherspoon      |                                                |
| 1994 | Star Trek: Generations                    | Data                   |                                                |
| 1995 | Kingfish: A Story of Huey Long            | N/D                    | No acreditat                                   |
| 1995 | Pie in the Sky                            | Upscale Guy            |                                                |
| 1996 | Phenomenon                                | Dr. Bob Niedorf        |                                                |
| 1996 | Independence Day                          | Dr. Brackish Okun      | Nominat—Premi Saturn al millor actor secundari |
| 1996 | Star Trek: First Contact                  | Tt. Comandant Data     | Premi Saturn al millor actor secundari         |
| 1997 | Out to Sea                                | Gil Godwyn             |                                                |
| 1998 | Star Trek: Insurrection                   | Tt. Comandant Data     |                                                |
| 1999 | South Park: Bigger, Longer & Uncut        | Conan O'Brien          | Veu                                            |
| 2000 | Dude, Where's My Car?                     | Pierre                 | No acreditat                                   |
| 2001 | Em dic Sam                                | Venedor de sabates     |                                                |
| 2002 | The Master of Disguise                    | Devlin Bowman          |                                                |
| 2002 | Star Trek: Nemesis                        | Lt. Commander Data/B-4 |                                                |
| 2004 | L'aviador                                 | Robert Gross           |                                                |
| 2006 | Material Girls                            | Tommy Katzenbach       |                                                |
| 2008 | Superhero Movie                           | Dr. Strom              |                                                |
| 2010 | Quantum Quest: A Cassini Space Odyssey    | Coach Mackey           | Veu                                            |
| 2016 | The Midnight Man                          | Ezekiel                |                                                |
| 2016 | Independence Day: Resurgence              | Dr. Brackish Okun      |                                                |

### Televisió
| Any        | Títol                                  | Paper                                                                             | Notes |
| ---------- | -------------------------------------- | --------------------------------------------------------------------------------- | --- |
| 1968       | The Pied Piper of Astroworld           | Dr. Osgood T. Featherflowers                                                      | Especial de televisió                                                                                                  |
| 1972       | To Tell the Truth                      | Ell mateix/Impostor                                                               | 1 episodi |
| 1978       | The Dain Curse                         | Tom Fink                                                                          | |
| 1979       | Family                                 | Fred                                                                              | Episodi: "Prelude" |
| 1981       | Ryan's Hope                            | Doctor de Kim                                                                     | Episodi: "#1.1442" |
| 1984       | The Paper Chase                        | Estudiant a la classe de Reeve                                                    | Episodi: "The Advocates"                                                                                               |
| 1984       | Tales from the Darkside                | Reverend Peabody                                                                  | Episodi: "A Case of the Stubborns"                                                                                     |
| 1984       | One Life to Live                       | Ralph Harley                                                                      | Episodi: "17 December 1984"                                                                                            |
| 1985       | Robert Kennedy and His Times           | Allard Lowenstein                                                                 | |
| 1985       | Hill Street Blues                      | Larry Stein                                                                       | Episodi: "The Life and Time of Domonic Florio Jr"                                                                      |
| 1985–1987  | Night Court                            | Bob Wheeler                                                                       | 6 episodis |
| 1986       | La Dimensió Desconeguda                | The Draft Dodger                                                                  | Episodi: "The Leprechaun-Artist/Dead Run"                                                                              |
| 1986       | American Playhouse                     | Dennis / Franz                                                                    | Episodi: "Sunday in the Park with George"                                                                              |
| 1986       | Hunter                                 | Willie Vaughn                                                                     | Episodi: "The Contract"                                                                                                |
| 1986–1987  | Mama's Family                          | Billy Bob Conroy                                                                  | 2 episodis |
| 1987       | Cheers                                 | Bill Grand                                                                        | Episodi: "Never Love a Goalie (Part 2)"                                                                                |
| 1987       | Sledge Hammer!                         | Soldier                                                                           | Episodi: "The Spa Who Loved Me"                                                                                        |
| 1987–1994  | Star Trek: La nova generació           | Tt. Comandant Data (repartiment) Lore (4 episodis) Dr. Noonien Soong (3 episodis) | 177 episodis Nominat—Premi Viewers for Quality Television al millor actor secundari en una sèrie dramàtica de qualitat |
| 1988       | Reading Rainbow                        | Ell mateix                                                                        | Episodi: "The Bionic Bunny Show"                                                                                       |
| 1991       | Crazy from the Heart                   | N/D                                                                               | Telefilm; no acreditat                                                                                                 |
| 1995       | Mad About You                          | Bob, The Dog Agent                                                                | Episodi: "Just My Dog"                                                                                                 |
| 1995       | Deadly Games                           | Danny Schlecht                                                                    | Episodi: "The Practical Joker"                                                                                         |
| 1995–1996  | Gargoyles                              | Puck (veu)                                                                        | 4 episodis |
| 1996       | Dream On                               | Dr. Strongwater                                                                   | Episodi: "The Spirit of 76th & Park"                                                                                   |
| 1996       | The Outer Limits                       | Professor Trent Davis                                                             | Episodi: "The Deprogrammers"                                                                                           |
| 1999       | Introducing Dorothy Dandridge          | Earl Mills                                                                        | Telefilm Nominat —Premi Satellite al millor actor en una minisèrie o telefilm                                          |
| 2000       | Geppetto                               | Stromboli                                                                         | Telefilm |
| 2001       | A Girl Thing                           | Bob                                                                               | Telefilm |
| 2001       | The Ponder Heart                       | Dorris Grabney                                                                    | Telefilm |
| 2003       | Frasier                                | Albert                                                                            | Episodi: "Lilith Needs a Favor"                                                                                        |
| 2003       | An Unexpected Love                     | Brad                                                                              | Telefilm |
| 2004       | Jack                                   | Vernon                                                                            | Telefilm |
| 2004       | Friends                                | James Campbell                                                                    | Episodi: "The One with Princess Consuela"                                                                              |
| 2004       | Law & Order: Criminal Intent           | Graham Barnes                                                                     | Episodi: "Shrink-Wrapped"                                                                                              |
| 2004–2005  | Star Trek: Enterprise                  | Dr. Arik Soong / Tt. Comandant Data (veu)                                         | 4 episodis |
| 2005       | Joey                                   | Ell mateix                                                                        | Episodi: "Joey and the Premier"                                                                                        |
| 2005–2006  | Threshold                              | Dr. Nigel Fenway                                                                  | 13 episodis |
| 2009       | Leverage                               | William Quint                                                                     | Episodi: "The Juror #6 Job"                                                                                            |
| 2009       | Family Guy                             | Ell mateix (veu)                                                                  | Episodi: "Not All Dogs Go to Heaven"                                                                                   |
| 2010–2013  | Generator Rex                          | Dr. Gabriel Rylander (voice)                                                      | 4 episodis |
| 2011       | The Guild                              | Ell mateix                                                                        | Episodi: "Ends and Begins"                                                                                             |
| 2011       | Alphas                                 | Dr. Kern                                                                          | Episodi: "Blind Spot"                                                                                                  |
| 2011       | The Big Bang Theory                    | Ell mateix                                                                        | Episodi: "The Russian Rocket Reaction"                                                                                 |
| 2011, 2021 | Young Justice                          | Joker (veu)                                                                       | 2 episodis |
| 2011       | Fresh Hell                             | Brent Spiner                                                                      | 15 episodis |
| 2012       | The Simpsons                           | Robots (veu)                                                                      | Episodi: "Them, Robot"                                                                                                 |
| 2012       | The Avengers: Earth's Mightiest Heroes | Purple Man (veu)                                                                  | Episodi: "Emperor Stark"                                                                                               |
| 2012       | Warehouse 13                           | Brother Adrian                                                                    | 6 episodis |
| 2013       | Robot Chicken                          | Dr. Noonien Soong, Gondola Jack, Medic (veu)                                      | Episodi: "Caffeine-Induced Aneurysm"                                                                                   |
| 2013       | Wendell & Vinnie                       | Ell mateix                                                                        | Episodi: "Swindle & Vinnie"                                                                                            |
| 2014       | Ray Donovan                            | Terapeuta                                                                         | 3 episodis |
| 2014       | Star Wars Rebels                       | Gall Trayvis (veu)                                                                | 2 episodis |
| 2014       | Hulk and the Agents of S.M.A.S.H.      | Silver Surfer (veu)                                                               | Episodi: "Fear Itself"                                                                                                 |
| 2015       | Comedy Bang! Bang!                     | The Sandman                                                                       | Episodi: "Zach Galifianakis Wears Grey Corduroys and Brown Leather Shoes"                                              |
| 2015–2016  | Blunt Talk                             | Phil                                                                              | 4 episodis |
| 2016–2018  | Outcast                                | Sidney                                                                            | 17 episodis |
| 2016       | The Blacklist                          | The Architect                                                                     | Episodi: "The Architect"                                                                                               |
| 2017       | Justice League Action                  | Edward Nygma / The Riddler (veu)                                                  | Episodi: "E. Nigma, Consulting Detective"                                                                              |
| 2019       | The Goldbergs                          | Dr. Emry                                                                          | Episodi: "This is This is Spinal Tap"                                                                                  |
| 2020–2023  | Star Trek: Picard                      | Data, Altan Soong, Adam Soong, Daystrom Android M-5-10                            | 14 episodis |
| 2020       | The Ready Room                         | Ell mateix                                                                        | Episodi: "Episodi 20"                                                                                                  |
| 2020       | Penny Dreadful: City of Angels         | Ned Vanderhoff                                                                    | 6 episodis |
| 2024       | Night Court                            | Bob Wheeler                                                                       | Episodi: "Wheelers of Fortune"                                                                                         |
| 2024       | Star Trek: Lower Decks                 | Purple Data                                                                       | Episodi: "Fully Dilated"                                                                                               |

### Teatre
| Any        | Títol                          | Paper        | Notes                                                |
| ---------- | ------------------------------ | ------------ | ---------------------------------------------------- |
| 1978       | A History of the American Film | Hank         |                                                      |
| 1983       | Sunday in the Park with George | Franz/Jed    |                                                      |
| 1984–85    | Sunday in the Park with George | Franz/Dennis |                                                      |
| 1984       | The Three Musketeers           | Aramis       |                                                      |
| 1985–1987  | Big River                      | The Duke     |                                                      |
| 1992, 1993 | Every Good Boy Deserves Favour | Ivanov       |                                                      |
| 1997–1998  | 1776                           | John Adams   | Nominat —Premi Drama Desk al millor actor en musical |
| 2003       | Life × 3                       | Hubert       |                                                      |
| 2009       | Man of La Mancha               | Cervantes    |                                                      |

### Videojocs
| Any  | Títol                                          | Paper | Notes  |
| ---- | ---------------------------------------------- | ----- | ------ |
| 1995 | Star Trek: The Next Generation – A Final Unity | Data  | [ 29 ] |
| 1999 | Star Trek: Hidden Evil                         | Data  |        |
| 2002 | Star Trek: Bridge Commander                    | Data  |        |

### Audiollibres
| Any  | Títol                                            | Paper                  | Notes |
| ---- | ------------------------------------------------ | ---------------------- | ----- |
| 2015 | Rain of the Ghosts                               | Setebos, Ducky Simpson |       |
| 2021 | Fan Fiction: A Mem-Noir: Inspired by True Events | Brent Spiner, Various  |       |

## Discografia
| Any  | Títol                   | Artista                      | Notes |
| ---- | ----------------------- | ---------------------------- | ----- |
| 1991 | Ol' Yellow Eyes Is Back | Ell mateix                   |       |
| 2010 | Dreamland               | Brent Spiner i Maude Maggart |       |

## Premis i honors
- 2024 – Premis Saturn – Premi a la Trajectòria – El repartiment de Star Trek: La nova generació[33][a]